# Чикано

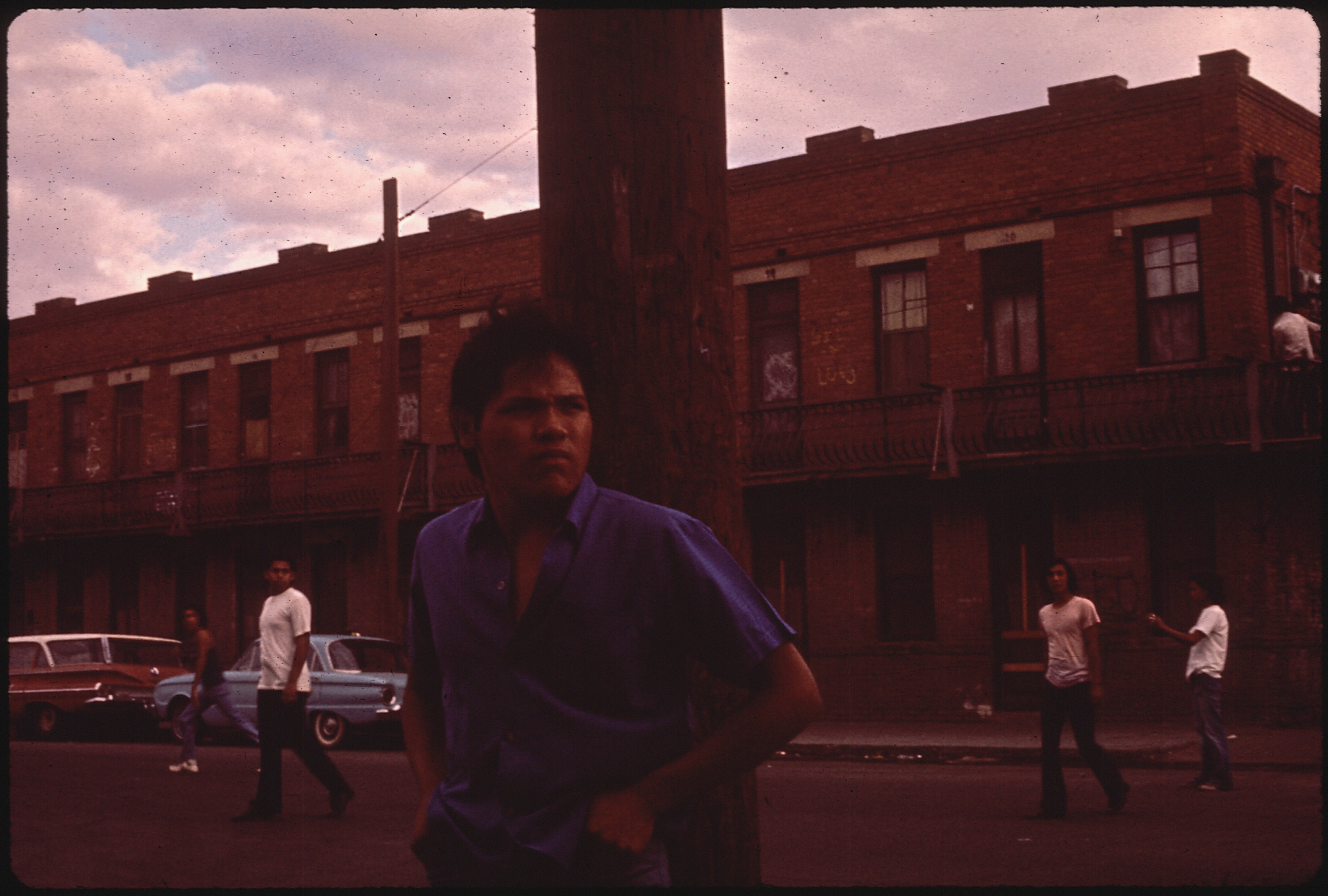
Молодые парни чикано на улицах Эль-Пасо, штат Техас, июнь 1972

Чика́но (исп. Chicano) — этническая идентичность на Юго-Западе США. Зачастую чикано отождествляют с американцами мексиканского происхождения, однако эти понятия имеют различное значение: в то время как мексиканско-американская идентичность была связана с поощрением ассимиляции в белое американское общество и отделением сообщества от афроамериканской политической борьбы, идентичность чикано возникла среди молодёжи, выступавшей против ассимиляции и за союз с чернокожими. В 1940-х это слово стало использоваться в качестве самоназвания представителями субкультуры пачуко (ранее оно считалось оскорбительным и произносилось с чувством классовой ненависти и расового превосходства).

## Этимология
Этимология слова «чикано» неясна. По-видимому, это англоязычное искажение корня Mexicano → Хicano → «Chicano». Не существующий в английском жёсткий фрикативный звук [х] был заменён на аффрикату [ч].

## История
Исторически этим словом обозначалось немногочисленное латиноамериканское население Юго-Запада США, населявшее эти земли в XVI—XIX веках в эпоху испанской колонизации Америки (1535—1821) и независимой Мексики (1810—1848).
К началу XIX века чикано распадались на несколько этно-культурных групп, сформировавшихся в разные периоды истории края и включавших разные социальные сословия: фермеры-ранчеро и миссионеры калифорнио численностью около 4—5 тыс. чел. в штате Калифорния, мексиканцы Техаса в количестве около 4—5 тыс., около 1 тыс. мексиканцев в штате Аризона, а также довольно многочисленные испано-американцы и метисы Нью-Мексико и Колорадо численностью не менее 30 тыс. Таким образом, по окончании американо-мексиканской войны 1845—1848 г. в результате аннексии территорий Северной Мексики Соединёнными Штатами, на территории США оказалось не менее 50 тыс. латиноамериканцев. Их численность была приблизительно равна числу франкоканадцев, оказавшихся в составе Британской империи после падения Новой Франции. Будучи испаноязычными католиками, чикано со значительной примесью индейской (40 %) и африканской (5 %) крови долгое время подвергались различным формам дискриминации со стороны нескольких волн белых англосаксонских поселенцев — «англо» на местном жаргоне.
Как заметила писательница чикано Ана Кастильо (род. в 1953), «быть чикано означало быть темнокожим маргиналом, с которым обращались как с иностранцем в его собственном доме, от которого ожидали исполнения самой грязной работы и который ничего не мог требовать взамен от общества, в котором он влачил своё существование».

## Современность
Даже несмотря на массовую конфискацию земель, чикано смогли сохранить свою культуру, язык, а также создать богатую литературу на испанском и английском языках. В 1960-х и 1970-х годах чикано начали борьбу за свои гражданские права. Получили развитие Движение Чикано и группа Ла Раса. Благодаря массовому притоку мексиканских иммигрантов в США в 1980-х и 1990-х годах культура чикано получила новый импульс, хотя во многих регионах традиционного существования, исконные чиканские традиции были постепенно заменены на несколько отличные современные мексиканские. Особенно это касается города Эль-Пасо, где доля мексиканцев выросла с 53 % в 1950 г. до 82 % в 2009 благодаря новым мигрантам.